# Rock & Roll (Velvet Underground)
Rock & Roll (talvolta indicata anche come Rock 'n' Roll) è un brano musicale del gruppo rock statunitense The Velvet Underground, originariamente incluso nell'album Loaded del 1970. La canzone venne scritta da Lou Reed, che continuò ad eseguirla dal vivo anche durante gli anni successivi nella sua carriera solista.
Il brano racconta con enfasi l'avvento del rock and roll come genere musicale, narrando la storia di una ragazza di nome Jenny la cui vita "è stata salvata dal rock and roll".
Nelle note interne del cofanetto dei Velvet Underground Peel Slowly and See, Lou Reed scrisse: "Rock and Roll parla di me. Se non avessi ascoltato del rock and roll alla radio, non avrei mai immaginato che ci fosse vita su questo pianeta. Il che sarebbe stato devastante - pensare che tutto, ogni luogo fosse come quello da dove venivo io. Sarebbe stato profondamente scoraggiante. I film non facevano per me. La tv non faceva per me. Fu la radio che mi salvò".
Oltre che in Loaded, la canzone è stata inclusa negli album: 1969: Velvet Underground Live with Lou Reed; Live MCMXCIII; Loaded: Fully Loaded Edition; American Poet; Another View; Rock N Roll Animal; Live in Italy; Rock and Roll: an Introduction to The Velvet Underground; Rock and Roll Diary: 1967-1980.